# Puchar Wielkich Mistrzów 2009 (składy)
Artykuł grupuje składy wszystkich reprezentacji narodowych w piłce siatkowej, które wystąpiły w Pucharze Wielkich Mistrzów 2009 w Japonii.
- Przynależność klubowa: 18 listopada 2009.
- Zawodnicy oznaczeni literą K to kapitanowie reprezentacji.
- Legenda: 
 Nr - numer zawodnika
 A - atakujący 
 L - libero 
 P - przyjmujący 
 R - rozgrywający 
 Ś - środkowy
U - uniwersalny

## Brazylia
Trener: Bernardo Rezende
Asystent: Roberley Leonaldo
| Nr | Imię i nazwisko        | Data urodzenia | Wzrost (cm) | Klub                  | Pozycja |
| 1  | Bruno Rezende          | 02.07.1986     | 190         | Cimed                 | R       |
| 5  | Sidão                  | 09.07.1982     | 203         | Fiesp SESI            | Ś       |
| 6  | Leandro Vissotto Neves | 30.04.1983     | 212         | Itas Diatec Trentino  | A       |
| 7  | Giba (K)               | 23.12.1976     | 192         | Pinheiros             | P       |
| 8  | Murilo Endres          | 03.05.1981     | 190         | Fiesp SESI            | P       |
| 9  | Théo Lopes             | 31.08.1983     | 199         | Suntory Sunbirds      | A       |
| 10 | Sérgio                 | 15.10.1975     | 184         | Santander S. Bernardo | L       |
| 11 | Thiago Alves           | 26.07.1986     | 194         | Cimed                 | P       |
| 12 | João Paulo Tavares     | 30.03.1983     | 204         | Panasonic Panthers    | P       |
| 14 | Rodrigão               | 17.04.1979     | 205         | Pinheiros             | Ś       |
| 16 | Lucas Saatkamp         | 06.03.1986     | 209         | Cimed                 | Ś       |
| 17 | Marlon                 | 27.07.1977     | 190         | Vivo/Minas            | R       |

Do szerokiego składu powołani zostali także:
| Nr | Imię i nazwisko         | Data urodzenia | Wzrost (cm) | Klub                 | Pozycja |
| 2  | Sandro Carvalho         | 02.04.1981     | 206         | Sada Cruzeiro        | R       |
| 3  | Eder Carbonera          | 19.08.1983     | 204         | Cimed                | R       |
| 4  | Leandro Araújo da Silva | 17.12.1983     | 205         | Sada Cruzeiro        | Ś       |
| 13 | Tiago Barth             | 13.06.1988     | 209         | Fiesp SESI           | Ś       |
| 15 | Mauricio Borges Silva   | 04.02.1989     | 197         | Vivo/Minas           | P       |
| 18 | João Paulo Bravo        | 07.01.1979     | 196         | Copra Berni Piacenza | P       |
| 19 | Mario                   | 05.03.1982     | 192         | Cimed                | L       |
| 20 | Wanderson Campos        | 07.02.1988     | 198         | Vivo/Minas           |         |

## Egipt
Trener:  Antonio Giacobbe
Asystent: Sherif El Shemerly
| Nr | Imię i nazwisko     | Data urodzenia | Wzrost (cm) | Klub     | Pozycja |
| 1  | Hamdy Awad (K)      | 14.04.1972     | 202         | AHLY     | P       |
| 2  | Ahmed Abdalla       | 10.10.1983     | 198         | Al-Arabi | R       |
| 3  | Mohamed Gabal       | 21.01.1984     | 195         | Zamalek  | A       |
| 4  | Ahmed Abdelhay      | 19.08.1984     | 197         | AHLY     | P       |
| 5  | Abdel Latif Ahmed   | 13.08.1983     | 202         | AHLY     | Ś       |
| 6  | Wael Al Aydy        | 08.12.1971     | 178         | AHLY     | L       |
| 7  | Ashraf Abouelhassan | 17.05.1975     | 194         | Zamalek  | R       |
| 8  | Saleh Youssef       | 25.07.1982     | 194         | Zamalek  | P       |
| 9  | Rashad Atia         | 02.09.1986     | 199         | El Geish | A       |
| 11 | Ahmed Afifi         | 30.03.1988     | 194         | Zamalek  | P       |
| 13 | Mohamed Badawy      | 11.01.1986     | 197         | Zamalek  | P       |
| 14 | Ahmed Elshikh       | 19.07.1988     | 201         | Zamalek  | Ś       |

Do szerokiego składu powołani zostali także:
| Nr | Imię i nazwisko     | Data urodzenia | Wzrost (cm) | Klub     | Pozycja |
| 10 | Mahmoud Elkoumy     | 19.10.1983     | 196         | AHLY     | P       |
| 12 | Hosaam Abdalla      | 16.02.1988     | 202         | AHLY     | R       |
| 15 | Ahmed Abdel Fattah  | 14.06.1986     | 198         | El Shams | Ś       |
| 16 | Mohamed Seif Elnasr | 05.09.1983     | 203         | Zamalek  | Ś       |
| 17 | Mohamed Thakil      | 12.07.1986     | 184         | AHLY     | P       |
| 18 | Mohamed El Daabousi | 01.03.1987     | 201         | Sporting | P       |
| 19 | Mohamed Moawad      | 26.08.1987     | 194         | AHLY     | L       |
| 20 | Mohamed Issa        | 12.04.1988     |             |          | P       |

## Iran
Trener: Hossein Madani
Asystent: Behrouz Ataei Nouri
| Nr | Imię i nazwisko               | Data urodzenia | Wzrost (cm) | Klub                | Pozycja |
| 1  | Adel Gholami                  | 09.02.1986     | 195         | Saipa Teheran       | Ś       |
| 4  | Mir Saeid Marouflakrani       | 20.10.1985     | 189         | Saipa Teheran       | R       |
| 6  | Seyed Mohammad Mousavi Eraghi | 22.08.1987     | 203         | Paykan Teheran      | Ś       |
| 7  | Hamzeh Zarini                 | 18.10.1985     | 198         | Petroshimi Mahshahr | P       |
| 9  | Alireza Nadi (K)              | 02.09.1980     | 200         | Paykan Teheran      | Ś       |
| 10 | Mohssen Andalib               | 17.07.1983     | 191         | Saipa Teheran       | A       |
| 11 | Arash Sadeghiany              | 15.02.1985     | 191         | Petroshimi Mahshahr | A       |
| 13 | Mehdi Mahdavi                 | 13.02.1984     | 190         | Foulad Uromia       |         |
| 14 | Arash Keshavarzi              | 16.02.1987     | 198         | Azad University     | U       |
| 15 | Arash Kamalvand               | 11.05.1989     | 201         | Paykan Teheran      |         |
| 16 | Abdolreza Alizadeh Gheiloo    | 19.02.1987     | 183         | Pegah               | L       |
| 18 | Mohammad Mohammad Kazem       | 28.09.1985     | 200         | Paykan Teheran      | P       |

Do szerokiego składu powołani zostali także:
| Nr | Imię i nazwisko       | Data urodzenia | Wzrost (cm) | Klub                | Pozycja |
| 2  | Javad Mohammadi       | 22.03.1985     | 202         | Foulad Uromia       | P       |
| 3  | Mohammad Hosseini     | 23.08.1994     | 194         | Petroshimi Mahshahr | L       |
| 5  | Mansour Zadvan        | 06.01.1987     | 202         | Azad University     | P       |
| 8  | Ahsanollah Shirkavand | 18.03.1981     | 180         | Paykan Teheran      | L       |
| 12 | Farhad Nazari         | 22.05.1984     | 195         | Saipa Teheran       | P       |
| 17 | Rahman Davoodi        | 18.02.1988     | 195         | Paykan Teheran      | P       |
| 19 | Farhad Ghaemi         | 28.08.1989     | 197         | BEEM                |         |
| 20 | Farhad Salafzoon      | 06.12.1992     | 200         | Petroshimi Mahshahr | R       |

## Japonia
Trener: Tatsuya Ueta
Asystent: Naoki Morokuma
| Nr | Imię i nazwisko     | Data urodzenia | Wzrost (cm) | Klub               | Pozycja |
| 1  | Osamu Tanabe        | 10.04.1979     | 181         | Toray Arrows       | L       |
| 2  | Yuta Abe            | 08.08.1981     | 191         | Toray Arrows       | R       |
| 4  | Yusuke Matsuta      | 31.10.1982     | 200         | Panasonic Panthers | Ś       |
| 5  | Daisuke Usami (K)   | 29.03.1979     | 184         | Panasonic Panthers | R       |
| 10 | Daisuke Yako        | 07.10.1988     | 193         | Tokai University   | P       |
| 11 | Yoshihiko Matsumoto | 07.01.1981     | 193         | Sakai Blazers      | Ś       |
| 13 | Kunihiro Shimizu    | 11.08.1986     | 192         | Panasonic Panthers | P       |
| 14 | Tatsuya Fukuzawa    | 01.07.1986     | 189         | Panasonic Panthers | P       |
| 15 | Takaaki Tomimatsu   | 20.07.1984     | 191         | Toray Arrows       | Ś       |
| 16 | Yusuke Ishijima     | 09.01.1984     | 197         | Sakai Blazers      | P       |
| 18 | Yuta Yoneyama       | 29.08.1984     | 185         | Toray Arrows       | P       |
| 19 | Shiro Furuta        | 29.01.1988     | 188         | Hosei University   | P       |

Do szerokiego składu powołani zostali także:
| Nr | Imię i nazwisko | Data urodzenia | Wzrost (cm) | Klub                | Pozycja |
| 3  | Takeshi Nagano  | 11.07.1985     | 176         | Panasonic Panthers  | L       |
| 6  | Naoya Suga      | 17.05.1985     | 178         | JT Thunders         | R       |
| 7  | Yusuke Inoue    | 05.08.1983     | 173         | Sakai Blazers       | L       |
| 8  | Kazuki Maeda    | 17.08.1983     | 186         | FC Tokio            | P       |
| 9  | Hisashi Aizawa  | 08.03.1986     | 195         | Toray Arrows        | Ś       |
| 12 | Kota Yamamura   | 20.10.1980     | 205         | Suntory Sunbirds    | Ś       |
| 17 | Yu Koshikawa    | 30.06.1984     | 189         | Sempre Volley Padwa | P       |
| 20 | Takuya Yasunaga | 27.03.1990     | 192         | Tokai University    | Ś       |

## Kuba
Trener: Orlando Samuel Blackwood
Asystent: Idalberto Valdez Pedro
| Nr | Imię i nazwisko            | Data urodzenia | Wzrost (cm) | Klub             | Pozycja |
| 1  | Wilfredo León Venero       | 31.07.1993     | 201         | Santiago de Cuba | P       |
| 4  | Joandry Leal Hidalgo       | 31.08.1988     | 201         | La Habana        | P       |
| 6  | Keibir Gutierrez Torres    | 06.05.1987     | 178         | Villa Clara      | L       |
| 7  | Osmany Camejo Durruty      | 18.02.1983     | 202         | Ciudad Habana    | Ś       |
| 8  | Rolando Cepeda Abreu       | 13.03.1989     | 198         | S.Spiritus       | P       |
| 9  | Michael Sánchez Bozhulev   | 05.06.1986     | 206         | Ciudad Habana    | A       |
| 12 | Henry Bell Cisnero         | 27.07.1983     | 188         | Santiago de Cuba | P       |
| 13 | Roberlandy Simón Aties (K) | 11.06.1987     | 206         | Ciudad Habana    | Ś       |
| 14 | Raydel Hierrezuelo Aguirre | 14.07.1987     | 196         | Ciudad Habana    | R       |
| 17 | Odelvis Dominico Speek     | 06.05.1977     | 205         | Ciudad Habana    | Ś       |
| 18 | Joandry Díaz               | 04.01.1985     | 196         | Ciudad Habana    | R       |
| 19 | Fernando Hernández Ramos   | 11.09.1989     | 196         | Ciudad Habana    | A       |

Do szerokiego składu powołani zostali także:
| Nr | Imię i nazwisko         | Data urodzenia | Wzrost (cm) | Klub             | Pozycja |
| 2  | Liancen Estrada Jova    | 12.12.1982     | 196         | Santiago de Cuba | R       |
| 3  | Gustavo Alvarez Leyva   | 14.12.1985     | 180         | Ciudad Habana    | L       |
| 5  | Leandro Macias Infante  | 13.02.1990     | 192         | Santiago de Cuba | R       |
| 10 | Osmel Camejo Durruthi   | 25.09.1989     | 200         | Ciudad Habana    | Ś       |
| 11 | Gonzalez Raydel Delgado | 08.09.1987     | 195         | La Habana        | A       |
| 15 | Darien Ferrer Delis     | 31.10.1983     | 204         | Santiago de Cuba | Ś       |
| 16 | Isbel Mesa Sandobal     | 02.06.1989     | 204         | Ciudad Habana    | Ś       |

## Polska
Trener:  Daniel Castellani
Asystent: Krzysztof Stelmach
| Nr | Imię i nazwisko      | Data urodzenia | Wzrost (cm) | Klub                   | Pozycja |
| 1  | Piotr Nowakowski     | 18.12.1987     | 205         | AZS Częstochowa        | Ś       |
| 2  | Grzegorz Łomacz      | 01.10.1987     | 187         | Jastrzębski Węgiel     | R       |
| 4  | Daniel Pliński       | 10.12.1978     | 205         | Skra Bełchatów         | Ś       |
| 6  | Bartosz Kurek        | 29.08.1988     | 205         | Skra Bełchatów         | P       |
| 7  | Jakub Jarosz         | 10.02.1987     | 196         | ZAKSA Kędzierzyn-Koźle | A       |
| 9  | Zbigniew Bartman     | 04.05.1987     | 198         | Prisma Taranto         | P       |
| 10 | Marcel Gromadowski   | 19.12.1985     | 202         | Paris Volley           | A       |
| 12 | Paweł Woicki         | 29.06.1983     | 183         | Delecta Bydgoszcz      | R       |
| 14 | Michał Ruciak        | 22.08.1983     | 191         | ZAKSA Kędzierzyn-Koźle | P       |
| 15 | Piotr Gacek          | 16.09.1978     | 185         | Skra Bełchatów         | L       |
| 16 | Krzysztof Ignaczak   | 15.05.1978     | 188         | Resovia                | L       |
| 17 | Michał Bąkiewicz (K) | 22.03.1981     | 196         | Skra Bełchatów         | P       |
| 18 | Marcin Możdżonek     | 09.02.1985     | 211         | Skra Bełchatów         | Ś       |

Do szerokiego składu powołani zostali także:
| Nr | Imię i nazwisko | Data urodzenia | Wzrost (cm) | Klub                        | Pozycja |
| 3  | Piotr Gruszka   | 08.03.1977     | 206         | Delecta Bydgoszcz           | A       |
| 5  | Paweł Zagumny   | 18.10.1977     | 200         | Panathinaikos VC            | R       |
| 8  | Marcin Wika     | 09.11.1983     | 194         | Resovia                     | P       |
| 11 | Fabian Drzyzga  | 03.01.1990     | 196         | AZS Częstochowa             | R       |
| 13 | Karol Kłos      | 08.08.1989     | 200         | AZS Politechnika Warszawska | Ś       |
| 19 | Paweł Zatorski  | 21.06.1990     | 184         | AZS Częstochowa             | L       |
| 20 | Rafał Buszek    | 28.04.1987     | 194         | AZS Politechnika Warszawska | A       |